# Aida Touma-Suleiman
Aida Touma-Suleiman (en arabe : عايدة توما سليمان, en hébreu : עאידה תומא סלימאן) née le 16 juillet 1964 est une militante communiste et féministe, journaliste et femme politique arabe israélienne, députée à la Knesset depuis 2015.

## Biographie
Née à Nazareth dans une famille arabe et chrétienne, Aida Touma-Suleiman obtient une licence en psychologie et en littérature arabe, à l'Université de Haïfa. 
Elle fonde en 1992 le mouvement féministe Women Against Violence et en est la directrice jusqu'à son élection à la Knesset. Elle milite en parallèle, depuis le début des années 1990, au Hadash, dont elle devient rédactrice en chef du journal en langue arabe, Al-Ittihad, en 2011.
C'est la première femme membre du Haut comité de suivi des citoyens arabes d'Israël (en). Elle cofonde la Commission internationale des femmes pour une paix juste entre Palestiniens et Israéliens. Avant d'être députée à la Knesset en 2015, elle a été plusieurs fois candidate : en 1992, 1996, 1999, 2009, et 2013,.

### Depuis 2015: membre de la Knesset
Pour les élections législatives israéliennes de 2015, le Hadash forme la liste unifiée avec les partis arabes Ta'al, Balad et liste arabe unie. Cinquième candidate sur la liste, qui obtient treize sièges, elle devient alors membre de la Knesset,. C'est la quatrième femme arabe israélienne députée.

#### Prises de position
Elle déclare à la Knesset que les Palestiniens continueront de lutter tant que durera l'occupation, et que la seule solution pour la sécurité des deux peuples est la fin de celle-ci et la création d'un État palestinien ayant Jérusalem-Est pour capitale.
En juin 2015, elle est élue dirigeante du Comité sur le Statut des Femmes et l’Égalité des Genres, par un vote unanime. Elle assiste aux auditions de cette commission depuis 1992. 
En 2016, dans une interview accordée à un journal étudiant juif américain, elle déclare condamner l'Arabie Saoudite et les autres pays du Golfe qui soutiennent des organisations terroristes telles que l'État Islamique. Elle déclare également : "En tant que femme vivant dans un endroit qui a subi le bombardement du Hezbollah, alors qu'il était nécessaire de condamner le bombardement d'une population civile, nous avons été les premiers à le faire. Et lorsqu'il était nécessaire de condamner le gouvernement israélien, nous l'avons fait aussi. Je crois que cela nous donne le droit de faire des observations complexes, car la situation est complexe". 
En 2019, elle critique les pays arabes qui normalisent leurs relations diplomatiques avec Nétanyahou, affirmant que les Palestiniens doivent conserver leur identité arabe.
Elle s'oppose à la destruction des villages bédouins dans les territoires palestiniens occupés et participe à des manifestations de protestation.

### Vie privée
Aida Touma-Suleiman a deux filles. Son mari, Jiris, est mort d'un cancer en 2011.